# خرشوف سوري
الخرشوف السوري (باللاتينية: Cynara syriaca) نوع نباتي ينتمي إلى جنس الخرشوف من الفصيلة النجمية. سمي هذا النوع نسبةً إلى سورية.

## البيئة والانتشار
موطنه بلاد الشام.